# وزارة المالية (تيمور الشرقية)
وزارة المالية في تيمور الشرقية (بالبرتغالية: Ministério das Finanças‏) هي وزارة حكومية في تيمور الشرقية، والمسؤولة عن ميزانية الحكومة والمالية العامة في البلاد.
وزير المالية الحالي هو سانتينا فيجاس كاردوسو.

## المهام
الوزارة مسؤولة عن تصميم وتنفيذ وتنسيق وتقييم السياسات من أجل:
- التخطيط السنوي
- المراقبة

لميزانية الحكومة والمالية العامة.

## روابط خارجية
- وزارة المالية – الموقع الرسمي باللغة الإنجليزية